# 小樽市立量徳小学校
小樽市立量徳小学校（おたるしりつ りょうとくしょうがっこう・1873年9月開校 - 2012年3月31日閉校）は、かつて北海道小樽市若松一丁目にあった公立小学校。

## 略歴・概要
量徳小学校の始まりは、1873年（明治6年）9月に開校した「小樽郡教育所」である。その3年後には「量徳学校」と名称変更し、小樽で最初の小学校として、当地で注目された。1878年（明治11年）には、洋風の2階建て校舎が竣工している。
明治・大正・昭和戦前期には、「量徳尋常小学校」として小樽市の小学校教育を担った。
児童数も、一時期2000人を超えていたという。1961年（昭和36年）には、付属の天文台が校舎屋上に設置された。
2012年3月25日に、閉校式が行われた。2011年度の在校生は、130人であった。
なお、その後、小樽市立花園小学校と小樽市立潮見台小学校に、校区が分けられた。跡地には、小樽市立病院が2014年12月1日に移転開院。同病院内に「量徳小学校メモリアルガーデン」が設置されている。

## データ

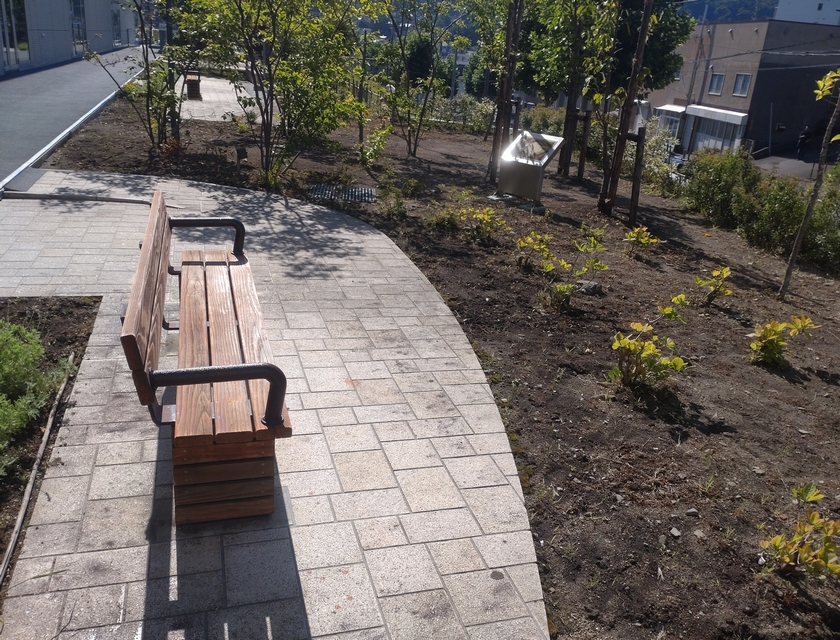
小樽市立病院内に設置されている量徳小学校メモリアルガーデン

- 住所：北海道小樽市若松1丁目1番1号[5]（現在の小樽市立病院の位置）
- アクセス：JR南小樽駅より徒歩2分ぐらい[5]

### 著名な卒業生
- 天川恵三郎[1]
- 秋野豊[6]
- 香山リカ[7]